# 赡养费 (中华人民共和国)
赡养费在中国法律中指子女支付给无劳动能力或生活困难的父母的生活费用。由《中华人民共和国婚姻法》中规定，子女必须履行的赡养、扶助父母的义务而产生。在司法实践中，子女赡养父母不附任何身份、财产、利益条件。相关个案显示，即使父母存在重大过失，子女仍需给付赡养费。
依照《中华人民共和国婚姻法》第二十一条规定，“父母对子女有抚养教育的义务；子女对父母有赡养扶助的义务。父母不履行抚养义务时，未成年的或不能独立生活的子女，有要求父母付给抚养费的权利。子女不履行赡养义务时，无劳动能力的或生活困难的父母，有要求子女付给赡养费的权利。”第四十八条规定“对拒不执行有关扶养费、抚养费、赡养费、财产分割、遗产继承、探望子女等判决或裁定的，由人民法院依法强制执行。有关个人和单位应负协助执行的责任。”

## 免除赡养的情况
在司法实践中，赡养父母被视为子女必须履行的义务。有法官指出，只两种情况下，可免除子女赡养义务，一是子女被他人收养，二是子女丧失劳动能力。父母不抚养子女并不影响其向子女请求此项权力。2016年，四川省富顺县的案例中，父亲从未尽抚养子女的义务，子女仍需向他支付赡养费。富顺县人民法院法官认为：如果父母没有尽到抚养义务，子女可以主张自己的权利。但该项权利如果子女一直未主张，则视为放弃。但子女对父母的赡养义务，并不因此而丧失。
父母对子女有严重犯罪行为，或认为可免除赡养义务，或有不同说法。2004年，《南京日报》报道的强制执行的赡养案件，养女被养父强奸，养父虽经司法裁定罪名，但养女仍需向他支付赡养费。律师指出，养子女可依据《收养法》第二十六条规定，要求解除收养关系，来消除法定赡养义务。但在现行法律下，亲生子女与父母之间的亲属权利、义务则无法消除。2018年，北京市人民检察院人士解答黑龙江省相关案件时指，案件中，司法裁定母亲强迫未成年女儿卖淫，犯强迫卖淫罪，但女儿却“不能出于拒绝赡养的意图而故意与亲生父母失联”。

## 备注
1. ↑  相关网站转载《南京日报》的报道中，仅称“本市郊区”，未提及具体地点。